# Hartley (unité)
Le hartley (symbole Hart), également appelé ban, ou dit (abréviation de l'anglais « decimal digit »,, est une unité logarithmique qui mesure l'information ou l'entropie, basée sur les logarithmes de base 10 et les puissances de 10. Un Hartley correspond au contenu informatif d'un événement si la probabilité pour que cet événement se produise est égale à 1⁄10. Elle est donc égale à l'information contenue dans un chiffre décimal (un dit), en supposant a priori une équiprobabilité de chaque valeur possible. Il doit son nom à Ralph Hartley.
Si on utilise les logarithmes de base 2 et les puissances de 2, alors l'unité d'information est le shannon ou le bit qui est le contenu informationnel d'un événement si la probabilité pour que cet événement se produise est égale à 1⁄2. De même, les logarithmes naturels (népériens) et les puissances de e (exponentielles) définissent le nat.
Un ban correspond à {\displaystyle ln(10)} nat = {\displaystyle log_{2}(10)} shannons, soit environ 2,303 nat, ou 3,322 bits (3,322 shannons). Un déciban équivaut à un dixième de ban (soit environ 0,332 shannon). Le nom est formé du mot « ban » et du préfixe SI deci-.
Bien qu'il n'y ait pas d'unité SI associée à l'entropie de l'information, cette dernière fait partie du Système international des grandeurs, défini par la norme internationale CEI 80000-13 de la Commission électrotechnique internationale.

## Histoire
Le terme Hartley doit son nom à Ralph Hartley, qui, dès 1928, avait suggéré de mesurer l'information en utilisant une base logarithmique égale au nombre d'états distinguables dans sa représentation, qui serait la base 10 pour un chiffre décimal,.
Le ban et le déciban ont été inventés par Alan Turing et Irving John Good en 1940, pour mesurer la quantité d'informations qui pouvaient être déduites par les décrypteurs de Bletchley Park en utilisant la procédure Banburismus. Leur but était de déterminer chaque jour le réglage inconnu de la machine à chiffrer Enigma de la marine allemande. Le nom a été inspiré par les énormes feuilles de carton, imprimées dans la ville de Banbury, à environ 50 kilomètres de là, qui ont été utilisées dans le processus.
Good avait fait valoir que la sommation séquentielle des décibans pour construire une mesure du poids des évidences en faveur d'une hypothèse était essentiellement une inférence bayésienne. Donald A. Gillies, cependant, avait soutenu que le ban était en fait, la même chose que la mesure de la sévérité d'un test par Karl Popper.

## Utilisation comme unité de probabilité
Le déciban est une unité particulièrement utile pour les logits, notamment comme mesure de l'information dans les facteurs de Bayes, les rapports de chances (rapports des cotes, donc le log est la différence des logits) ou les poids d'évidence. Dix décibans correspondent à une cote de 10 contre 1, vingt décibans à une cote de 100 contre 1, etc. Selon Good, un changement dans un poids d'évidence de 1 déciban (c'est-à-dire un changement dans les probabilités d'environ 5 contre 4) est à peu près aussi fin que ce à quoi on peut raisonnablement s'attendre chez une personne lorsqu'elle tente de quantifier son degré de croyance en une hypothèse.
Les cotes correspondant à des valeurs entières de décibans peuvent souvent être estimées de façon approchée par de simples rapports entre nombres entiers. Ces derniers sont rassemblés dans le tableau ci-dessous, avec : la valeur approximative à deux décimales, une approximation par des entiers simple (à environ 5 %) et une approximation plus précise (à 1 %) si la première n'est pas très bonne.
| décibans | valeur exacte | valeur approximative | rapport approximatif | rapport précis | probabilité |
| -------- | ------------- | -------------------- | -------------------- | -------------- | ----------- |
| 0        | 10 0/10       | 1                    | 1:1                  |                | 50%         |
| 1        | 10 1/10       | 1,26                 | 5:4                  |                | 56%         |
| 2        | 10 2/10       | 1,58                 | 3:2                  | 8:5            | 61%         |
| 3        | 10 3/10       | 2,00                 | 2:1                  |                | 67%         |
| 4        | 10 4/10       | 2,51                 | 5:2                  |                | 71,5%       |
| 5        | 10 5/10       | 3,16                 | 3:1                  | 19:6, 16:5     | 76%         |
| 6        | 10 6/10       | 3,98                 | 4:1                  |                | 80%         |
| 7        | 10 7/10       | 5,01                 | 5:1                  |                | 83%         |
| 8        | 10 8/10       | 6,31                 | 6:1                  | 19:3, 25:4     | 86%         |
| 9        | 10 9/10       | 7,94                 | 8:1                  |                | 89%         |
| 10       | 10 10/10      | 10                   | 10:1                 |                | 91%         |